# Едмундо Пјађо
Едмундо Пјађо (шп. Edmundo Piaggio; Ланус, 3. октобар 1905 — Ланус, 27. јула 1975) био је аргентински фудбалски дефанзивац. Играо је у Ланусу и Бока Јуниорсу.
Учествовао је и на првом светском првенству у фудбалу 1930. године, где је Аргентина заузела друго место иза Уругваја.